# DESTINY ROSE
「DESTINY ROSE」（デスティニー・ローズ）は、布袋寅泰の楽曲である。2002年10月17日に東芝EMIより24枚目のシングルとして発売された。

## 概要
当初7月にリリースされる予定だったが、5月に負った頭蓋骨骨折の影響により10月にリリースされた。
布袋寅泰の全作品で唯一のCCCDである。

## 収録曲
| 全作曲: 布袋寅泰。 |                                    |           |            |               |      |
| #                  | タイトル                           | 作詞      | 作曲・編曲 | 編曲          | 時間 |
| 1.                 | 「DESTINY ROSE」                   | 森雪之丞  | 布袋寅泰   | 布袋寅泰      | 4:07 |
| 2.                 | 「SCORPIO RISING (SPEEDKING mix)」 | 布袋寅泰  | 布袋寅泰   | 布袋寅泰、TKO | 6:43 |
| 3.                 | 「DESTINY ROSE (Instrumental)」    |           | 布袋寅泰   | 布袋寅泰      | 4:06 |
| 合計時間:          | 合計時間:                          | 合計時間: | 合計時間:  | 14:56         |      |

## 曲解説
1. DESTINY ROSE
日本テレビ系ドラマ『ナイトホスピタル〜病気は眠らない〜』の主題歌。ドラマのサウンドトラック『pulsation〜ナイトホスピタル オリジナル サウンドトラック』に、バージョン違いの「DESTINY ROSE (AFTERNOON VERSION)」が収録されている。
2. SCORPIO RISING (SPEEDKING mix)
F1グランプリのテーマソング。
3. DESTINY ROSE (Instrumental)

## 参加ミュージシャン
- ZACHARY ALFORD - ドラムス

## 収録アルバム

### DESTINY ROSE
- ライブ『布袋寅泰 ライブ in 武道館』
- ベスト『ALL TIME SUPER BEST』